# Бар'єрна коса
Бар'є́рна коса́ (рос. Барьерная коса) — невеликий острів у морі Лаптєвих, є частиною островів Петра. Територіально відноситься до Красноярського краю, Росія.
Розташований біля східного узбережжя острова Північного, від якого відмежований Подвійною бухтою. Острів має видовжену форму, витягнутий із північного заходу на південний схід. Являє собою вузьку піщану косу. Оточений мілинами.
Відкритий В. В. Прончищевим в 1736 році.